# Marius Urzică
Marius Daniel Urzică (n. 30 septembrie 1975, Toplița, România) este un gimnast român de talie mondială, medaliat cu medalia de aur la Jocurile Olimpice de vară din 2000 (Sydney, Australia).
Titlul olimpic de la Sydney este primul titlu olimpic pentru gimnastica masculină românească.
Marius a început gimnastica la vârsta de 6 ani, la CSS Gheorghieni, primul său antrenor fiind József Ferencz.

## Palmares
| An   | Competiție                                  | E | IC | S | P | CM | BF | I | Sol |
| ---- | ------------------------------------------- | - | -- | - | - | -- | -- | - | --- |
| 1994 | Campionatele Mondiale (Brisbane, Australia) |   |    |   |   | 1  |    |   |     |
| 1994 | Campionatele Europene (Praga, Cehia)        |   |    |   |   | 1  |    |   |     |
| 1996 | Jocurile Olimpice (Atlanta, SUA)            |   |    |   |   | 2  |    |   |     |
| 1999 | Campionatele Mondiale (Tianjin, China)      |   |    |   |   | 2  |    |   |     |
| 2000 | Jocurile Olimpice (Sydney, Australia)       |   |    |   |   | 1  |    |   |     |
| 2001 | Campionatele Mondiale (Gent, Belgia)        | 6 |    |   |   | 1  |    |   |     |
| 2002 | Campionatele Mondiale (Debrecen, Ungaria)   |   |    |   |   | 1  |    |   |     |
| 2003 | Campionatele Europene (Ljubliana, Slovenia) | 1 |    |   |   |    |    |   |     |
| 2003 | Campionatele Mondiale (Anaheim, SUA)        | 5 |    |   |   | 5  |    |   |     |
| 2004 | Jocurile Olimpice (Atena, Grecia)           | 3 |    |   |   | 2  |    |   |     |

Legendă: E = echipe, IC = individual compus, S = sărituri, P = paralele, CM = cal cu mânere, BF =bară fixă, I = inele